# Miteni
Miteni war ein italienisches Chemieunternehmen im Besitz der WeylChem (ICIG). Miteni stellte fluorhaltige Intermediate vor allem für die Agrochemie- und Pharmaindustrie her.

## Geschichte
Miteni wurde 1965 als Forschungszentrum der Textilfirma Marzotto gegründet. Fast von Anfang an wurde die elektrochemische Fluorierung angewandt. 1988 übernahmen EniChem und Mitsubishi das Unternehmen. 1996 erwarb Mitsubishi 100 % der Anteile. 2009 wurde das Unternehmen an die ICIG verkauft.
Das italienische Unternehmen, Zulieferer des amerikanischen DuPont (später Chemours), verlor an Glaubwürdigkeit, bis zur Schließungsforderung, die schließlich zum Bankrott führte, und zwar dank einer enormen Mobilisierung der Bevölkerung, die mit dem Marcia dei Pfiori im Mai 2016 begann und der Entstehung der No-PFAS-Bewegung, die aus zahlreichen Aktivitäten, Versammlungen, Prozessen, unabhängigen Analysen und Anträgen gegen die Untätigkeit der Behörden Venetiens und die Leugnung der Toxizität von PFAS bestand.
2018 meldete Miteni Konkurs an.

## Grund- und Trinkwasserverschmutzung
Wegen einer Kontamination des Grundwassers um Trissino mit Perfluoroctansulfonat und anderen PFAS stand das Unternehmen in der Kritik. 2013 wurde bekannt, dass das Trinkwasser von 127 000 Einwohnern aus 21 Gemeinden betroffen ist (Stand 2017). In einer Querschnittsstudie wurden im Blutserum von 18 345 Jugendlichen und jungen Erwachsenen, die verunreinigtem Trinkwasser ausgesetzt waren, deutlich erhöhte Perfluoroctansäure-Konzentrationen gefunden. In einer Untersuchung wurde festgestellt, dass junge Männer aus dem betroffenen Gebiet vergleichsweise kürzere Penisse, niedrigere Spermienzahlen, eine geringere Spermienbeweglichkeit und eine Verringerung des Anogenitalabstands aufwiesen.
Die entstandenen Kosten wurden auf 200 Millionen Euro geschätzt (Stand 2018).
2025 wurden elf ehemalige Miteni-Führungskräfte wegen der PFAS-Verschmutzung zu langjährigen Haftstrafen verurteilt.